# Bernard Bryan Smyth
 Bernard Bryan Smyth ( 1843 - 1913 ) fue un botánico, e historiador estadounidense Se educó en la Ohio State University y recibe su BS en 1897; y su M.Sc. en 1898. Fue curador eminente del "State Museum of Kansas".

## Algunas publicaciones
- Bernard Bryan Smyth. Transactions of the Kansas Academy of Science (1903-) 25 (23-24 de diciembre de 1912): 184-185
- 1902. Preliminary list of medicinal and economic Kansas plants: with their reputed therapeutic properties. 19 pp.
- 1893. Additions to the flora of Kansas. Ed. Press of the Hamilton Print. Co. 8 pp.
- 1880. Botanical notes from the southwest

### Libros
- Bernard Bryan Smyth, Lumina C. Riddle Smyth. 1911. Preliminary catalogue of the flora of Kansas: mosses and ferns. Parte 1. Ed. Kansas Academy of Sci. 23 pp.
- 1902. Plants and flowers of Kansas. Ed. Crane & Co. (Topeka). 118 pp.
- 1892. Check list of the plants of Kansas showing all locations and finders of every plant in the state, so far as known or reported : 1789 flowering plants and 164 ferns and mosses. 34 pp.
- op. cit. p. 88 y en Henry Inman “Along the Old Trail,” p. 117. Collections of Barton County Historical Society Vol I No ll
- 1880. The heart of the new Kansas : a pamphlet historical and descriptive of southwestern Kansas. Vol. I. viii, 9-168 pp.

- La abreviatura «Smyth» se emplea para indicar a Bernard Bryan Smyth como autoridad en la descripción y clasificación científica de los vegetales.[2]